# Architektura gotycka we Francji

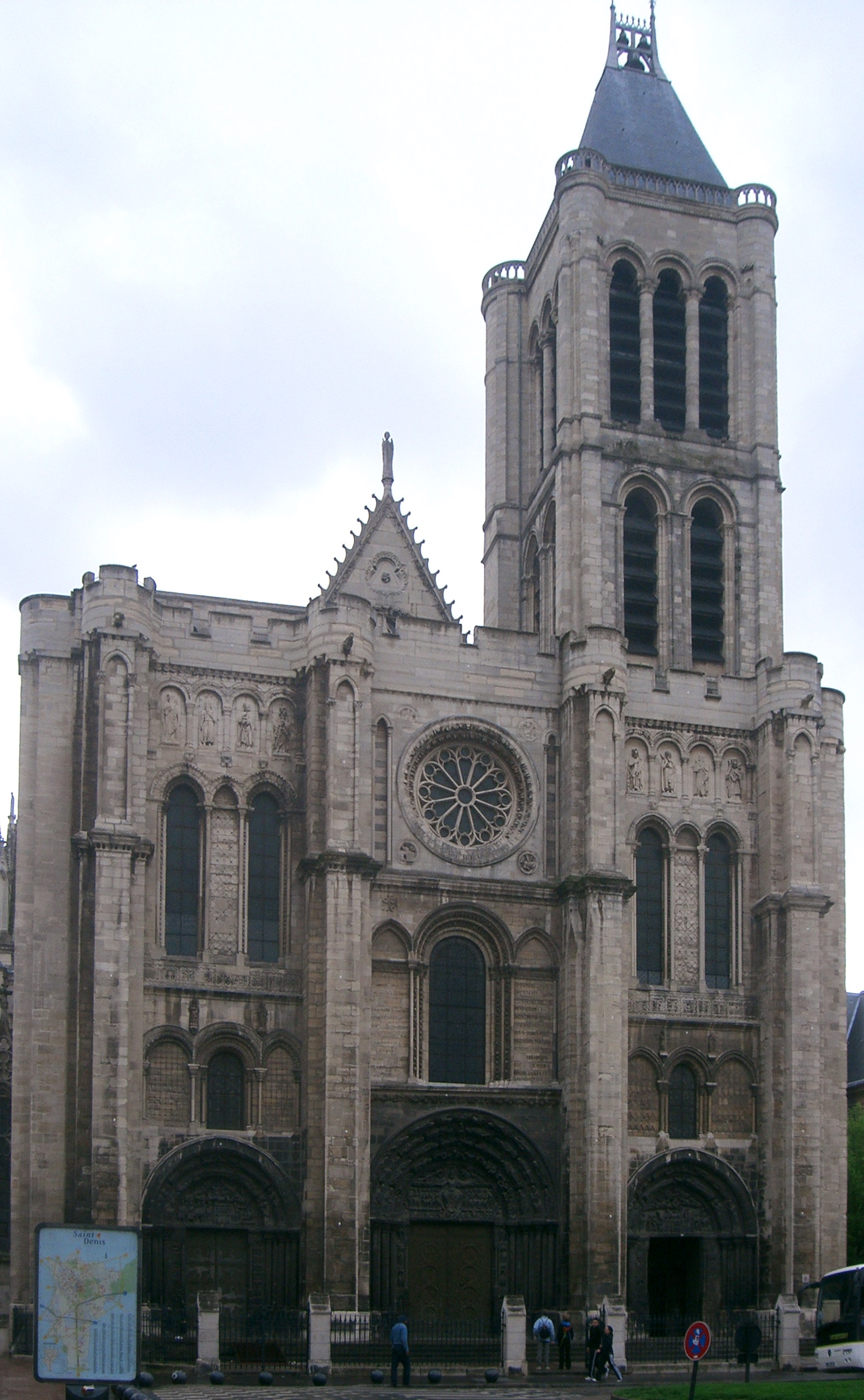
Kościół opactwa St-Denis

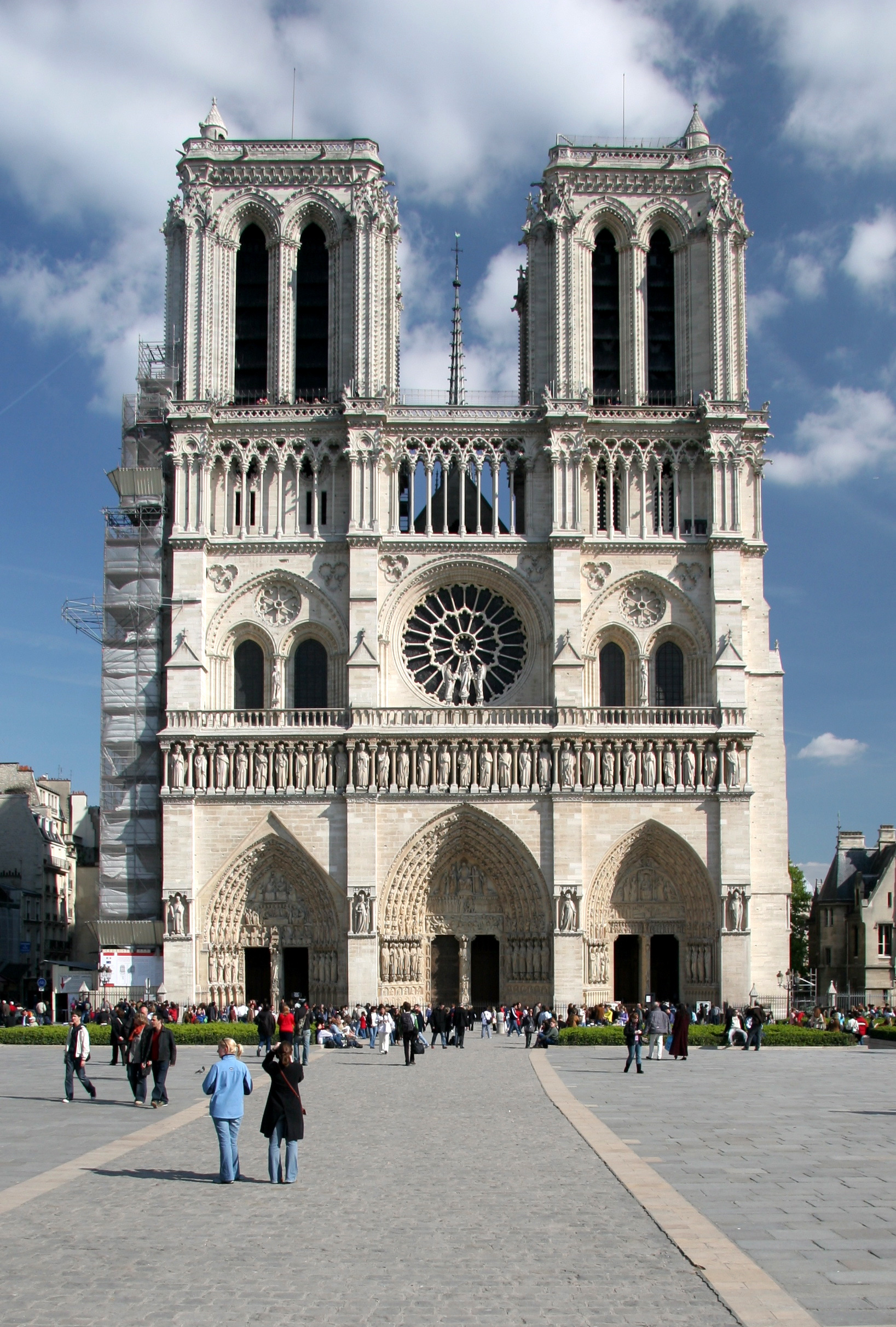
Fasada katedry Notre-Dame w Paryżu

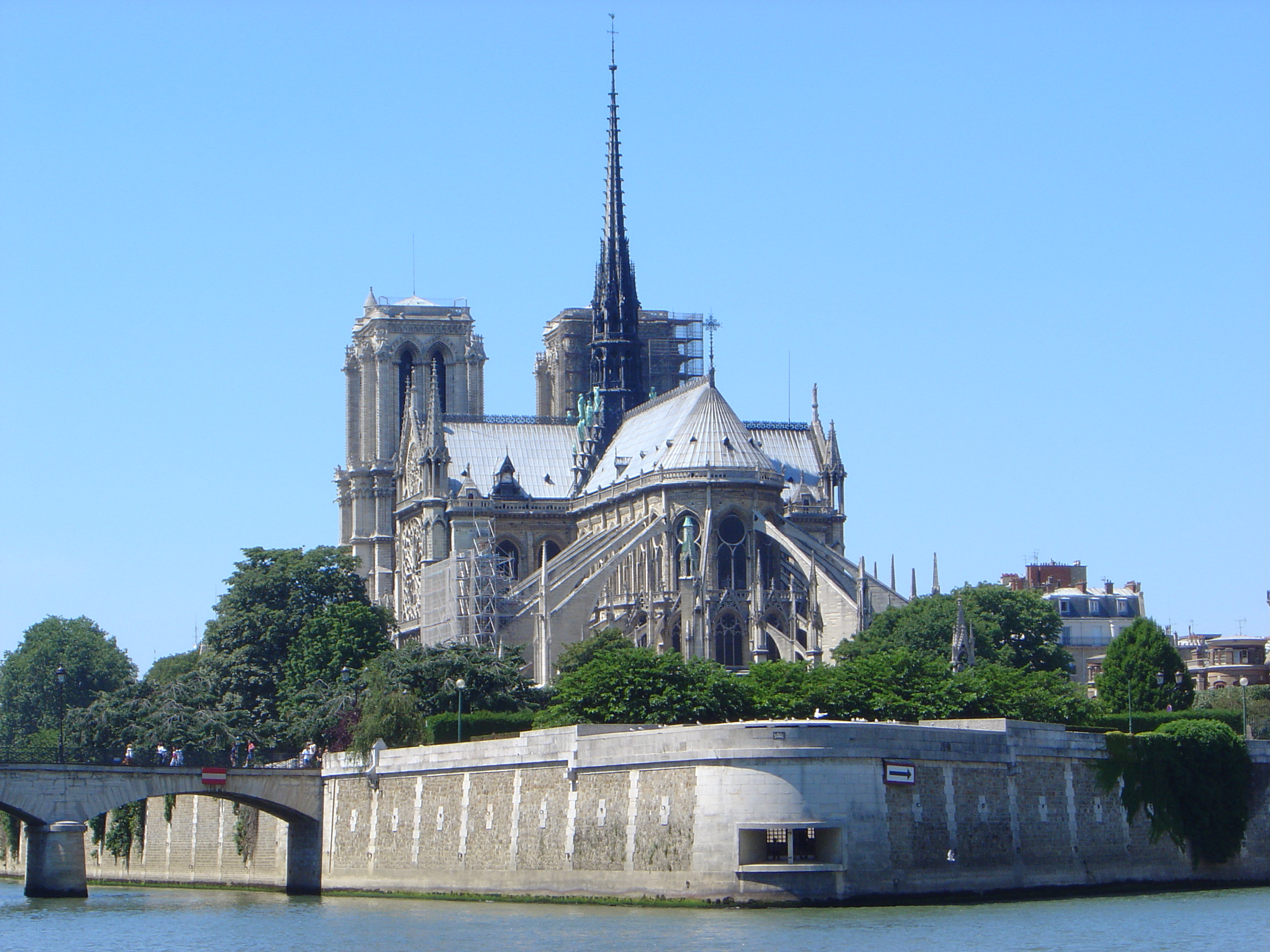
System przyporowy paryskiej katedry (widok od strony wschodniej)

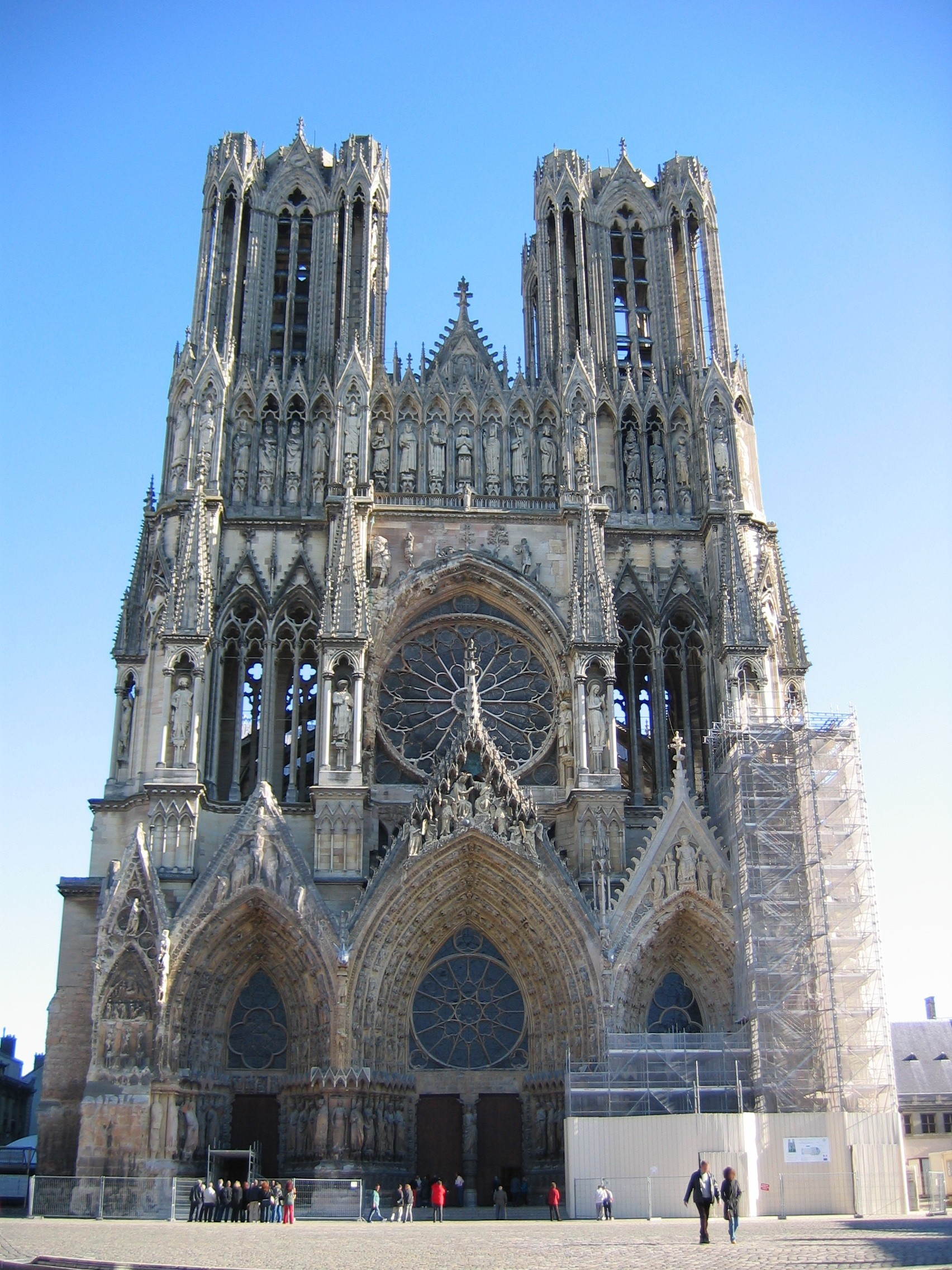
Katedra Notre-Dame w Reims

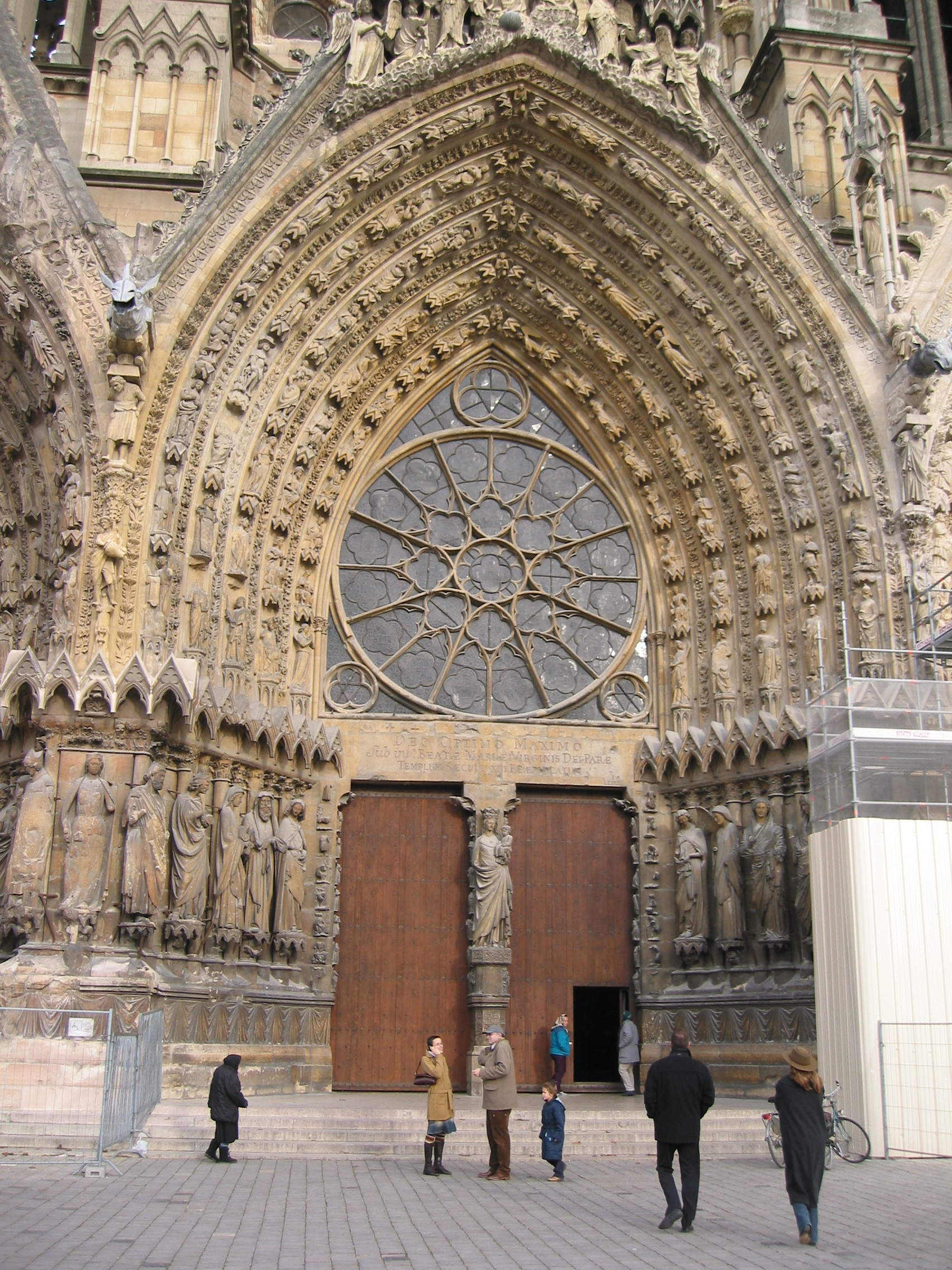
Środkowy portal katedry w Reims

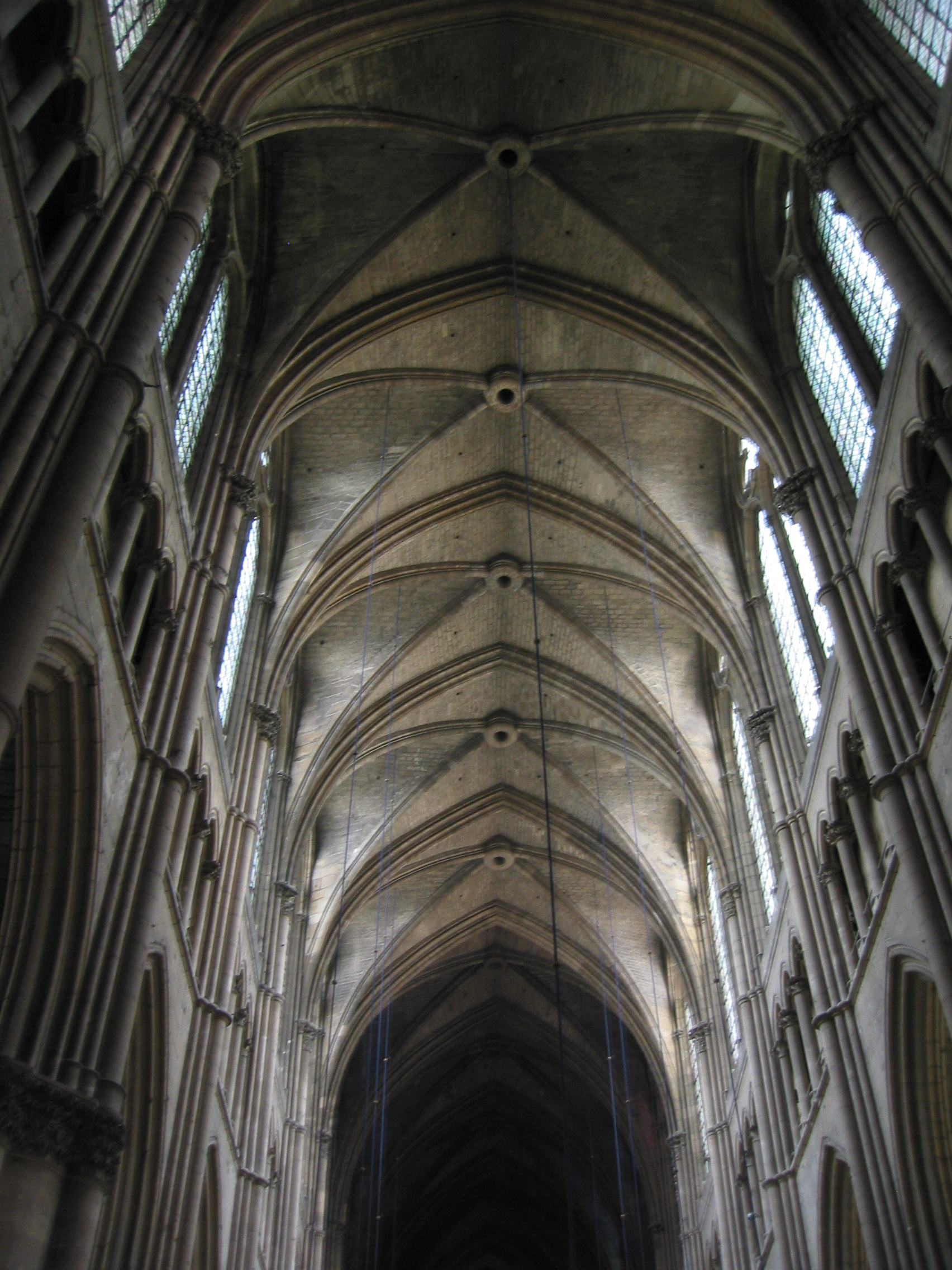
Wnętrze katedry w Reims

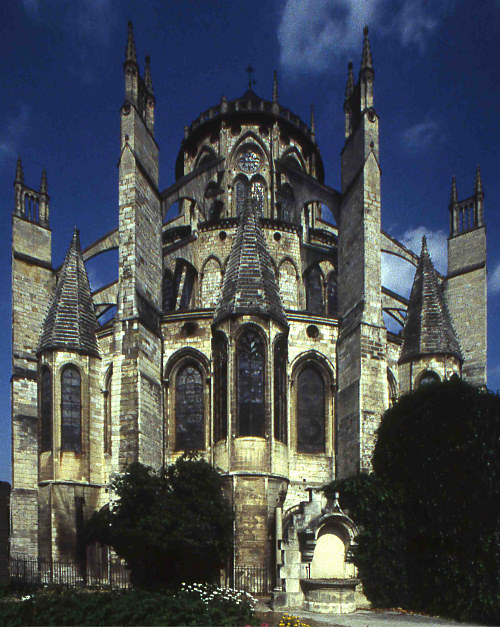
Katedra Saint-Etienne w Bourges

Wbrew poglądom włoskich architektów epoki renesansu, którzy twierdzili, że styl gotycki powstał i rozwinął się w Niemczech, korzeni tej formy należy dopatrywać się w doskonaleniu szkoły burgundzkiej i dokonaniach budowniczych opactw cysterskich. Dojrzewająca już od połowy XII wieku forma bazyliki największą doskonałość zyskała w rejonie Normandii oraz w okolicach Paryża (rejon Île-de-France), gdzie mogła się rozwijać pod patronatem zyskującej na znaczeniu monarchii. Stąd upowszechniła się na inne kraje łacińskiej Europy.
Zapowiedzi nowej epoki widoczne były w romańskim kościele Cluny III w lekkim załamaniu łuków sklepienia kolebkowego, w ostrych łukach międzynawowych arkad, w zastosowaniu łuków przenoszących ponad dachami naw bocznych części ciężaru sklepienia na skarpy i odciążeniu niektórych ścian. Na proporcjach kościoła wzorowano gotycką katedrę w Reims.
W okresie przejściowym, w połowie XII wieku, zbudowano kilka kościołów romańskich o smukłych proporcjach i mocno podwyższonych sklepieniach. Do tych budowli zaliczane są kościoły opactwa w Caen (Saint-Ĕtienne i Sainte-Trinité). Za najstarszą gotycką budowlę uważa się kościół w St-Denis pod Paryżem, w którym po raz pierwszy zastosowano system przyporowy jeszcze nieco toporny, ale już konstrukcyjnie poprawny.
Do wczesnych budowli gotyckich zaliczane są także:
- katedra Notre-Dame w Laon w Laon (departament Aisne) – trójnawowa z trójnawowym transeptem i półkolistym obejściem wokół prezbiterium; do każdych dwóch kwadratów sklepień krzyżowo-żebrowych naw bocznych przyporządkowane jest jedno prostokątne pole nawy głównej przykryte sklepieniem sześciodzielnym;
- katedra Notre-Dame w Paryżu, zbliżona w formie do katedry w Laon, bazylika pięcionawowa z krótkim transeptem, mocno wydłużonym prezbiterium i podwójnym, półkolistym obejściem;
- katedra w Noyon (departament Oise) – trójnawowa;
- katedra św. Gerwazego i św. Protazego w Soissons.

Gotyk francuski wypracował formę trójnawowej (czasem pięcionawowej) bazyliki z zazwyczaj półkolistym obejściem (niekiedy obejście rozplanowane jest wokół siedmiu boków dwunastokąta). Do obejścia przylega wieniec kaplic, z których środkowa z czasem staje się znacznie wydłużona. Jest to kaplica Mariacka, która pojawiła się wraz z rozwijającym się w tym czasie kultem NMP. Wnętrza uporządkowane zostają podziałem żeber schodzących ze sklepień po filarach w postaci wiązek żeber i służek niekiedy do samej posadzki. Znacznie wyższe od naw bocznych, nawy główne, siły rozporowe ze sklepień przekazują poprzez system przyporowy, łukami powyżej zadaszenia naw bocznych na wieże sił zwieńczonych sterczynami. Powyżej linii arkadowych łuków oddzielających nawę główną od naw bocznych, w ścianach naw głównych, często umieszczany jest rząd trójdzielnych arkadek. Olbrzymie otwory okienne dzielone są złożonym maswerkiem. Bogato rzeźbione, na ogół dwuwieżowe fasady, w dolnej części zdobią prowadzące do wnętrza trzy portale odpowiadające trzem nawom. Środkowy, główny portal, zazwyczaj jest najbardziej okazały. Często dzieli go filar z przedstawieniem Jezusa Chrystusa lub Matki Bożej albo posąg patrona miasta. Głębokie ościeża portali zdobią figury świętych, apostołów, proroków lub królów. Dekoracja rzeźbiarska występuje także na łukach archiwolt oraz w tympanonach. Częstym zwieńczeniem portali jest ozdobna wimperga. Pas powyżej portali stanowi fryz z postaciami królów. Wyżej umieszczano trzy rozety lub ogromne ostrołukowe okna. Pionowy podział fasad podkreślają dwie skarpy akcentujące wewnętrzny układ bazyliki i podtrzymujące fasadę.
Początek rozkwitu gotyku we Francji przypada na pierwsze lata XIII wieku. Listę najwspanialszych francuskich katedr otwiera budowla wzniesiona w latach ok. 1194–1260 w Chartres. Jest to trójnawowa bazylika (długość wnętrza 137,0 m) przecięta trójnawowym transeptem. Zakończone półkoliście prezbiterium otacza podwójne obejście, do którego przylegają od wschodu trzy duże kaplice. Boki fasady zamykają dwie masywne wieże. Katedra została zbudowana po pożarze wcześniejszego kościoła, którego część murów zachowała się w dolnej części budowli. Północną wieżę kościoła zaprojektował Jean Texier w stylu flamboyant w 1513.
Na początku XIII w. przebudowano prezbiterium romańskiej katedry w Le Mans (departament Sarthe). W latach 1217–1254 przedłużono je i dodano podwójne obejście. Do każdego przęsła obejścia dodano głębokie kaplice, z których środkowa (leżąca na osi głównej budowli), mariańska, jest najdłuższa.
Amiens (departament Somma) szczyci się uznawaną za najdoskonalszą pod względem proporcji katedrą zbudowaną w latach 1220 – 1288. Zaprojektował ją Robert de Luzarches, część prezbiterialną ukończyli Thomas de Cormont i jego syn Renard. Korpus trójnawowej bazyliki w połowie długości przecina potrójna nawa krzyżowa (wnętrze katedry ma długość 106,0 m). Pięcionawowe prezbiterium nawę główną ma zakończoną połową dwunastoboku, którego siedem boków okala podwójne obejście. Do niego otwiera się siedem kaplic, z których środkowa, najgłębsza, poświęcona jest Najświętszej Maryi Pannie. Od frontu budowlę flankują dwie masywne wieże. Cztery kolejne miały stanąć parami na zakończeniu ramion transeptu. Wieże te nigdy nie zostały zbudowane, nie ukończono też zwieńczenia wież zachodnich (miały otrzymać wysokie hełmy. Ukończona została tylko niewielka, smukła wieżyczka nad skrzyżowaniem nawy głównej z nawą krzyżową. Wysokość nawy głównej katedry w Amiens sięga 42,5 m. Jej smukłe proporcje (3:1) czynią z niej wzór budowli tego okresu. Kolejne próby zbudowania jeszcze smuklejszych obiektów kończyły się katastrofą (Katedra w Beauvais). Wrażenie lekkości wnętrza potęguje prześwietlony pas triforium w części prezbiterialnej. Przeszklenie tych otworów stało się możliwe po zastosowaniu dwuspadowych dachów nad obejściem. Od doskonałości wnętrza odbiegają proporcje fasady. Do 1236 ukończono ją na wysokości pasa z rozetą. Wyższe piętra wież dobudowano w latach 1366–1400 a w ok. 1500 pierwotny podział rozety zastąpiono płomienistym maswerkiem. Znaczna wysokość budowli spowodowała wprowadzenie dodatkowego pasa pomiędzy zwieńczeniem portali a fryzem królewskim.
Podobna w swoim planie do katedry w Amiens jest zbudowana w latach 1210–1300 katedra w Reims (departament Marna). Zaprojektował ją Jean d’Orbais. Trójnawowa bazylika z potrójną nawą poprzeczną i krótkim, pięcionawowym prezbiterium zamknięta jest w części wschodniej obejściem, do którego przylega pięć kaplic. Część wschodnia została ukończona już w 1241 r. Całe wnętrze (wraz z głębokością środkowej kaplicy) długość 141,0 m a wysokość trójkondygnacyjnej nawy głównej osiąga 38,0 m. Wnętrze silnie akcentują linie pionowe. Żebra sklepienia schodzą poprzez pas triforium na półkoliste kolumny. Otwory okienne obejścia i kaplic wzbogacono jednymi z pierwszych maswerków. Katedra słynie z witraży i bogatej rzeźbiarskiej kompozycji fasady.
W 1225 r. rozpoczęto budowlę katedry w Beauvais (departament Oise). Ta rozpoczęta z rozmachem konstrukcja nie została nigdy ukończona. Od ok. 1240 r. prace zostały mocno spowolnione, dopiero w 1272 r. ukończono prezbiterium. Założona smukłość najwyższej w ówczesnym świecie chrześcijańskim budowla (48,0 m) przekraczała możliwości wytrzymałości materiału. W 1284 runęły sklepienia. Przęsła nawy prezbiterium zostały podzielone przez wprowadzenie dodatkowych filarów. Budowlę zatrzymano na transepcie, ukończonym dopiero w XVI wieku.
Zapał budowniczych i sponsorów, który pozwolił na zbudowanie około 30 wspaniałych kościołów w okresie od połowy XII do połowy XIII wieku, znacznie osłabł. Kolejne lata, aż do ok. 1500 roku, to ledwie 10 nowych budowli. Jedną z ciekawszych budowli rozpoczętych po 1240 r. jest katedra w Tours, ukończona dopiero w okresie renesansu. Fasadę zdobi dekoracja w stylu gotyku płomienistego. W Paryżu na podziw zasługuje także kaplica pałacowa Ludwika IX Świętego zbudowana w latach 1241–1248. Pozbawione ścian wnętrze Sainte-Chapelle ma wysokość 20,5 m. Pomiędzy służkami schodzącymi z żeber sklepienia umieszczono olbrzymie okna, w których znajdują się najstarsze w Paryżu gotyckie witraże.
Geograficznie, znaczna ich większość powstała w środkowej i północnej części kraju. W Normandii powstają budowle projektowane na planie zbliżonym do kościołów środkowej Francji o wnętrzach mających cechy wspólne z budowlami angielskimi. Ściany naw głównych przecinają dwie kondygnacje arkad. Tak zaprojektowano katedrę w Rouen i w Coutance. Katedrę w Strasburgu, w Alzacji cechuje nagromadzenie linii pionowych na elewacji, przypominające fasady kościołów nadreńskich w Niemczech. Ludność rejonu południowo-wschodniego nie zaakceptowała tego stylu w tym samych stopniu. W Albi w departamencie Tarn w 1282 roku rozpoczęto budowę kościoła halowego. Chór ukończono ok. 1330 r., korpus pod koniec XIV w. a wieżę dopiero pod koniec XV w. Ta ceglana budowla nie przypomina innych budowli gotyckich. Jednonawowe wnętrze przykryte jest sklepieniami krzyżowymi. Na zewnątrz nie skonstruowano przypór a ciężar sklepienia przekazywany jest na umieszczone wewnątrz prostokątne filary, zaokrąglone po zewnętrznej stronie murów i zwieńczone powyżej gzymsu cylindrycznymi wieżyczkami strzelniczymi. Pomiędzy nimi umieszczono 23 kaplice zbudowane na planie kwadratu. Do zaokrąglonego planu chóru przylega 5 kolejnych kaplic na planie podkowy. Powyżej kaplic bocznych, do wnętrza świątyni otwierają się rzędy empor. Od strony zachodniej zbudowano potężną wieżę obronną na planie kwadratu z czterema narożnymi wieżycami w jej narożach. Podobne wieże umieszczono także w narożach zachodniej fasady kościoła. Obronny charakter budowli uzupełniają umieszczone pod gzymsem machikuły (pierwotnie mury świątyni wieńczył pełny krenelaż).
Oprócz kościołów budowano także nowe klasztory, często związane z katedrami. Większość z nich została zniszczona podczas Wielkiej Rewolucji. Wśród przynajmniej częściowo zachowanych ciekawe krużganki wokół wirydarza można zobaczyć w Fontfroide oraz w Laon. Na wyspie Mont Saint-Michel w latach 1204–1228 benedyktyni przebudowali swoją siedzibę wznosząc ufortyfikowany zespół zabudowań z kościołem ukończonym w drugiej połowie XV wieku.
Architektura gotyku nie ograniczała się do budownictwa sakralnego. Podczas budowy warowni, pałaców, zamków i budynków mieszkalnych przestrzegano zasad obowiązującego stylu. Jednym z pierwszych pałaców był Luwr przebudowany w latach późniejszych przez Franciszka I. Wygląd tej pierwszej budowli można ocenić tylko na podstawie zachowanej miniatury z XV wieku (miniatura przechowywana jest w zbiorach Muzeum Kondeuszy w Chantilly). Zbudowany na planie prostokąta o wymiarach 100 × 92 m z masywnym, cylindrycznym donżonem pośrodku wewnętrznego dziedzińca. Obronne wieże stanęły na narożach budowli i w jej środkowych partiach. Zamek obiegał mur obronny chroniony fosą. Wszystkie budowle wieńczył krenelaż.
W Awinion zachowane są mury obronne i papieski zamek zbudowany w latach 1349–1368 w miejscu wcześniejszej siedziby biskupiej. Nadal można oglądać przynajmniej fragmenty układów obronnych z zamkami w Arques, Councy, Pierrefonds.
We wczesnym gotyku zmodernizowano mury obronne twierdzy Carcassonne. W 1240 Ludwik Święty założył gotyckie miasto Aigues-Mortes. Zbudowano je na planie kwadratu i otoczono murami. Główne ulice prowadziły w kierunku rynku. W tej ciasnej zabudowie budynki mieszkalne miały wyższe kondygnacje wysunięte nad ulice, tak by powiększyć powierzchnię izb i jednocześnie pozwolić na swobodny przejazd jeźdźca na koniu. W tak utworzonych podcieniach odbywał się ruch pieszych i kwitł handel. W Compiegne, Dreux i Bourges zachowały się budynki ratusza. W miastach budowano niekiedy osobne budowle przeznaczone dla sądownictwa. Przykładem takiej budowli jest gmach sądu w Rouen zbudowany pod koniec XV wieku. W Paryżu zbudowano miejskie pałacyki: Hôtel de Cluny, siedzibę opatów z Cluny oraz Hôtel Tremoille. Ciekawym przykładem budownictwa tego okresu jest również rezydencja skarbnika królewskiego Jacques’a Coeur w Bourges.

## Literatura
- Sztuka Świata – t. 4, Praca zbiorowa, Wydawnictwo „Arkady”, 1990 r.
- Historia architektury dla wszystkich – Tadeusz Broniewski, Wydawnictwo Ossolineum, 1990 r.
- Historia architektury zachodniej – David Watkin, Wydawnictwo „Arkady”, 2006 r. ISBN 83-213-4178-0